# خلك معي (مسلسل)
خلك معي مسلسل سعودي كوميدي بدأ العرض عام 1995 م وظهر كمنافس لمسلسل طاش ما طاش على القناة السعودية الأولى في تلك الفترة.
المسلسل من بطولة وإنتاج الفنان محمد العلي وتم تصوير ستة أجزاء منه و في عام 2002 تم تصوير الجزء السابع من المسلسل بعد وفاة الفنان محمد العلي بمشاركة عدد كبير من فناني الدراما السعوديين والخليجيين كنوع من أنواع التقدير.

## بطولة

### الممثلين
- محمد العلي
- علي السبع
- علي إبراهيم
- عبد الرحمن الخطيب
- عبد الرحمن آل رشي
- محمد الطويان
- عبد العزيز الحماد
- عبدالله المزيني
- عبد العزيز المبدل
- صالح الزير
- ناصر القصبي
- عبدالله السدحان
- محمد الكنهل
- عبد الرحمن الخريجي
- عبدالإله السناني
- ابراهيم الحساوي
- يوسف الجراح
- بشير الغنيم
- سعد المدهش
- شافي الحارثي
- عبد العزيز السكيرين
- سعد الصالح
- محمد العيسى
- تركي اليوسف
- فايز المالكي
- عبد العزيز الفريحي
- سعيد قريش
- محمد الشهري
- فهد الحيان
- عبد المحسن النمر
- محمد عبد الرحمن العيسى
- ابراهيم العبيد
- حبيب الحبيب
- يوسف اليوسف
- محسن الشهري
- خالد منقاح
- هلال البلوي
- خالد الرفاعي
- نايف خلف
- عوض عبدالله
- محمد التكروني
- راضي المهنا
- عبد الله الخزيم
- علي الشهابي
- جبران الجبران
- فهد العمر
- واصل الحماد
- هليل البلوي
- مرزوق الغامدي
- سلطان العنزي
- شعيفان محمد
- طلال السدر
- بسام الناصر
- فيصل العيسى
- عماد المديفر
- أيمن المديفر
- تركي السدحان
- سلطان النفيسي
- يحيى بقاش
- محمد القس
- رياض الصالحاني
- زهير عبدالكريم
- نصر شما
- جورج حداد
- محمد حميدة
- عاصم حواط
- أدهم الملا
- علي التلاوي
- أسكندر عزيز
- أحمد خليفه
- غزوان الصفدي
- يوسف المقبل

### الممثلات
- أسمهان توفيق
- لطيفة المجرن
- مريم الغامدي
- زينب العسكري
- غرام
- أميره محمد
- منى شداد
- شيرين حطاب
- ميار الببلاوي
- أمل حسين
- ريفان كنعان
- فضيلة المبشر
- فرح بسيسو
- روعه ياسين
- مها عز الدين
- ديمة الجندي
- سهر الصايغ
- لينا كرم
- أمانه والي
- ريفان كنعان
- ليلى سمور
- ناهد حلبي
- صباح بركات
- جهنية خربوطي
- سوزان خليل